# Чалпайки
 Чалпайки  — деревня в Шарангском районе Нижегородской области в составе  Большеустинского сельсовета .

## География
Расположена на расстоянии примерно 7 км на север-северо-запад от районного центра посёлка Шаранга.

## История
Известна с 1891 года как починок Чалпайка, в 1905 году здесь (починок Челпаевский) дворов 18 и жителей 67, в 1926 (деревня Челпайки) 73 и 169, в 1950 38 и 126.

## Население
Постоянное население составляло 35 человек (русские 100%) в 2002 году, 22 в 2010.